# Marathon Rotterdam 1987
De Marathon Rotterdam 1987 werd gelopen op zaterdag 18 april 1987. Het was de zevende editie van deze marathon.
De Ethiopiër Belayneh Densamo finishte bij de mannen als eerste in 2:12.58. Zijn winnende eindtijd was de langzaamste sinds het begin van de Marathon Rotterdam-serie in 1981. Oorzaak waren de plotselinge zomerse omstandigheden (temperatuur ca. 22 graden), waarin de wedstrijd plaatsvond. Bij de vrouwen was de Belgische Nelly Aerts het snelste; zij won de wedstrijd in 2:53.47.

## Uitslagen

### Mannen
| rang   | naam                   | land | tijd    |
| ------ | ---------------------- | ---- | ------- |
| Goud   | Belayneh Densamo       | ETH  | 2:12.58 |
| Zilver | Mats Erikson           | SWE  | 2:17.54 |
| Brons  | Allan Zachariasen      | DEN  | 2:18.16 |
| 4      | Bernd Kofferschlager   | GER  | 2:18.47 |
| 5      | Ken Moloney            | NZL  | 2:20.57 |
| 6      | Tadeusz Lawicki        | POL  | 2:21.39 |
| 7      | Gebre Tadesse          | ETH  | 2:25.19 |
| 8      | Simon Axon             | GBR  | 2:26.12 |
| 9      | Dirk van Santen        | NED  | 2:26.17 |
| 10     | Cor Vriend             | NED  | 2:26.53 |
| 11     | Michel de Maat         | NED  | 2:28.50 |
| 12     | Sergio Fabbri          | ITA  | 2:29.48 |
| 13     | Kees de Haan           | NED  | 2:31.10 |
| 14     | Dirk Nobel Lado Bustos | ESP  | 2:32.18 |
| 15     | Harrie uit het Broek   | NED  | 2:32.23 |

### Vrouwen
| rang   | naam                   | land | tijd    |
| ------ | ---------------------- | ---- | ------- |
| Goud   | Nelly Aerts            | BEL  | 2:53.47 |
| Zilver | Ula Maij Heinonen      | FIN  | 2:56.41 |
| Brons  | Grietje Hooisma-Bosman | NED  | 2:58.58 |
| 4      | Angela Veeger          | NED  | 3:02.05 |
| 5      | Jeanine Fix            | NZL  | 3:07.49 |
| 6      | Denise Alfvoet         | BEL  | 3:08.48 |
| 7      | Taha Lotjonen          | ETH  | 3:09.58 |

### Rolstoelers
| rang   | naam        | tijd    |
| ------ | ----------- | ------- |
| Goud   | Gerrit Pomp | 2:12.55 |
| Zilver | Nelisse     | 2:20.36 |
| Brons  | Bonte       | 2:26.16 |
| 4      | Zwanepol    | 2:26.55 |
| 5      | Barbier     | 2:29.37 |

1981 ·
1982 ·
1983 ·
1984 ·
1985 ·
1986 ·
1987 ·
1988 ·
1989 ·
1990 ·
1991 ·
1992 ·
1993 ·
1994 ·
1995 ·
1996 ·
1997 ·
1998 ·
1999 ·
2000 ·
2001 ·
2002 ·
2003 ·
2004 ·
2005 ·
2006 ·
2007 ·
2008 ·
2009 ·
2010 ·
2011 ·
2012 ·
2013 ·
2014 ·
2015 ·
2016 ·
2017 ·
2018 ·
2019 ·
2020 ·
2021 ·
2022 ·
2023 ·
2024